# دوره پلانک
دوره پلانک (به انگلیسی: Planck Epoch)، در کیهان‌شناسی فیزیکی، اولین دورهٔ زمانی در تاریخ جهان از زمان صفر تا تقریباً ۱۰−۴۳ ثانیه بعد (زمان پلانک) تعریف می‌شود. در فیزیک ذرات و کیهان‌شناسی فیزیکی، واحدهای پلانک مجموعه‌ای از واحدهای اندازه‌گیری است که منحصراً بر اساس چهار ثابت فیزیکی جهانی تعریف می‌شود، به گونه ای که این ثابت‌های فیزیکی در صورت بیان این واحدها، مقدار عددی ۱ را به خود اختصاص می‌دهند. این واحدها که در ابتدا در سال ۱۸۹۹ توسط فیزیکدان آلمانی ماکس پلانک پیشنهاد شد، نظامی از واحدهای طبیعی هستند زیرا منشأ تعریف آنها فقط از خصوصیات طبیعت است و از هیچ سازه انسانی نیست. واحدهای پلانک تنها یکی از چندین سیستم واحدهای طبیعی هستند، اما واحدهای پلانک بر اساس خصوصیات هیچ‌یک از اجسام یا ذرات نمونه اولیه (که انتخاب آنها ذاتاً اختیاری است) نیستند، بلکه فقط بر اساس خصوصیات فضای آزاد است. آنها در تحقیق دربارهٔ نظریه‌های یکپارچه مانند گرانش کوانتوم مرتبط هستند. اصطلاح مقیاس پلانک به مقادیری از فضا، زمان، انرژی و سایر واحدهایی گفته می‌شود که از نظر اندازه مشابه واحدهای مربوط به پلانک هستند. این منطقه ممکن است با انرژی در حدود ۱۰۱۹GeV، فواصل زمانی در حدود ۱۰-۴۳ ثانیه و طول در حدود ۱۰۳۵متر مشخص شود (تقریباً به ترتیب معادل انرژی جرم پلانک، زمان پلانک و طول پلانک). انتظار نمی‌رود در مقیاس پلانک، پیش‌بینی‌های مدل استاندارد، نظریه میدان کوانتومی و نسبیت عام اعمال شود و انتظار می‌رود اثرات کوانتومی گرانش غالب باشد. بهترین نمونه شناخته شده با شرایط ۱۰ به توان ۴۳- ثانیه اول جهان پس از انفجار بزرگ، تقریباً ۱۳٫۸ میلیارد سال پیش نشان داده شده‌است.
امروزه کیهان‌شناسی نوین پیشنهاد می‌کند که ممکن است دوره پلانک باعث آغاز یک مرحله یکپارچه‌سازی شده‌باشد که به دوره یکپارچه‌سازی بزرگ شناخته می‌شود و تقارن‌شکنی به سرعت منجر به آغاز یک دوره تورم کیهانی گشته که طی آن جهان در زمان بسیار کوچکی به میزان بسیار زیادی منبسط شده‌است.